# Museo civico etnografico di Atri
Il museo civico etnografico si trova ad Atri, in provincia di Teramo.

## Storia
La fondazione del museo risale al 1982, con una prima mostra allestita nel centro storico di Atri.
La struttura è poi stata riconosciuta come museo nel 1992.

## Collezioni
La collezione del museo si compone di oltre tremila pezzi. È organizzata su più aree tematiche, comprendendo testimonianze legate alla cultura agro-pastorale, con l'esposizione di strumenti agricoli come carri, aratri e gioghi.
Per l'archeologia industriale è presente una filanda del 1900 e una macchina per la produzione della liquirizia, oltre a macchine calcolatrici degli anni '50.
La realtà urbana del territorio è documentata con la ricostruzione di un'antica cucina, una camera da letto ed un laboratorio di calzolaio, uno di falegnameria ed una sartoria, oltre a ceramiche di Castelli.
Nella ricostruzione di ambienti della realtà contadina, si possono ammirare la radio, il grammofono, un telegrafo ed alcune macchine fotografiche ed una macchina per proiezioni cinematografiche degli anni venti.
La sezione religiosa ospita immagini sacre, una statua di San Nicola di Bari, un crocifisso in ferro battuto ed abiti delle confraternite di Atri, mentre strumenti musicali sono a testimonianza della cultura bandistica.
Vi è infine una sezione dedicata all'emigrazione, con oggetti degli emigrati tra il 1950 ed il 1960 verso le miniere di carbone in Belgio.